# 孙玉宁
孙玉宁（1965年7月—），吉林舒兰人，中华人民共和国政治人物，1985年8月参加工作，1988年9月加入中国共产党，吉林省委党校大学学历。曾任中华人民共和国海关总署副署长、党委委员。

## 生平
长期在海关系统工作，历任长春海关综合统计处副处长（副处级）、长春海关货运监管处副处长（主持工作、副处级），长春海关所属长白海关关长、党组书记，长春海关现场业务处负责人、处长，长春海关副关长、党组成员，满洲里海关关长、党组书记，郑州海关关长、党组书记，大连海关关长、党组副书记、党委副书记，2020年10月至任海关总署副署长、党委委员。
2024年9月24日，孙玉宁因涉嫌严重违纪违法，接受中央纪委国家监委纪律审查和监察调查。孙玉宁落马于中央第五巡视组对海关总署党委的巡视结束后，他是中共十八大后海关系统首“虎”。在他之前，2024年海关系统已有多名厅局级官员被查或被处分，同年10月，中华人民共和国国务院正式免去其职务。2025年3月14日，中央纪委国家监委决定给予其开除党籍开除公职处分；收缴其违纪违法所得；将其涉嫌犯罪问题移送检察机关依法审查起诉，所涉财物一并移送。同月，最高人民检察院决定对其逮捕。